# Al Aziziyah (métro de Doha)
Al Aziziyah (en arabe : العزيزية) est une station sur la Ligne Or du Métro de Doha. Elle est ouverte en 2019.

## Histoire
La station est mise en service le 21 novembre 2019.

## Intermodalité
- Metrolink : M313 (Muaither)

## À proximité
- Villaggio Mall